# تعليم تأملي
التعليم التأملي هو فلسفة التعليم العالي التي تدمج الاستبطان والتعلم التجريبي في الدراسة الأكاديمية من أجل دعم المشاركة الأكاديمية والاجتماعية، وتطوير فهم الذات وكذلك القدرات التحليلية والنقدية، وتنمية المهارات للمشاركة البناءة مع الآخرين.
يعالج تضمين الممارسات التأملية والاستبطانية في الأوساط الأكاديمية اختلال التوازن المعترف به بشكل متزايد في التعليم العالي: نقص الدعم لتطوير الهدف والمعنى، أو لمساعدة الطلاب على "معرفة من هم، والبحث عن غرض أكبر لحياتهم، ومغادرة الكلية كإنسان أفضل".